# Dabas, Ungaria
Dabas  este un oraș în districtul Dabas, județul Pesta, Ungaria, având o populație de 16.200 de locuitori (2011). 

## Demografie
Componența etnică a orașului Dabas
     Maghiari (88,63%)
     Slovaci (7,03%)
     Romi (2,03%)
     Necunoscut (0,65%)
     Alții (1,66%)
Componența confesională a orașului Dabas
     Romano-catolici (51,95%)
     Reformați (9,51%)
     Fără religie (8,79%)
     Luterani (4,41%)
     Necunoscută (23,92%)
     Alte religii (2,33%)
Conform recensământului din 2011, orașul Dabas avea 16.200 de locuitori. Din punct de vedere etnic, majoritatea locuitorilor (88,63%) erau maghiari, existând și minorități de slovaci (7,03%) și romi (2,03%). Apartenența etnică nu este cunoscută în cazul a 0,65% din locuitori.  Din punct de vedere confesional, majoritatea locuitorilor (51,95%) erau romano-catolici, existând și minorități de reformați (9,51%), persoane fără religie (8,79%) și luterani (4,41%). Pentru 23,92% din locuitori nu este cunoscută apartenența confesională.